# Mednarodno letališče Dunaj
Mednarodno letališče Dunaj (IATA: VIE, ICAO: LOWW) je letališče v Avstriji, jugozahodno od Dunaja, v bližini kraja Schwechat, ki primarno oskrbuje mesto Dunaj.